# Johnius macropterus
Johnius macropterus es una especie de pez de la familia Sciaenidae en el orden de los Perciformes.

## Morfología
• Los machos pueden llegar alcanzar los 25 cm de longitud total.

## Alimentación
Come gusanos  bentónicos y pequeños crustáceos.

## Hábitat
Es un pez de mar clima tropical y demersal que vive hasta los 30 m de profundidad.

## Distribución geográfica
Se encuentra desde la India y Sri Lanka hasta Tailandia, Malasia y Nueva Guinea.

## Observaciones
Es inofensivo para los humanos.

## Uso comercial
Se comercializa fresco y en salazón.